# Nelleke Penninx
Nelleke Penninx, född den 14 september 1971 i Loosdrecht i Nederländerna, är en nederländsk roddare.
Hon tog OS-silver i åtta med styrman i samband med de olympiska roddtävlingarna 2000 i Sydney.